# Jürgen Kopp
Jürgen Kopp (* 1956 in Bad Berleburg; † 26. Juni 2014) war ein Orgelbaumeister mit Sitz in Emden und Aurich (Ostfriesland), der sich auf den Neubau kleinerer 8-Fuß-Orgeln, variabler, ausbaufähiger Konzeptinstrumente und Truhenorgeln spezialisiert hatte, aber auch Restaurierungen, Stimm-, Wartungs- und Umbauprojekte durchführte. Er war im Bundesgebiet und im englischsprachigen Ausland tätig.

## Leben
Nach einer handwerklichen Grundausbildung Anfang der 1970er Jahre zum Möbel- und Bautischler erlernte er den Orgelbau zunächst bei Gerald Woehl in Marburg, arbeitete Anfang der 1980er Jahre bei der Karl Schuke GmbH Berlin, war eine Zeit lang bei Jürgen Ahrend tätig und begann 1987 als Mitarbeiter der Krummhörner Orgelwerkstatt, einem Kollektiv junger Orgelbauer in Greetsiel. Für deren Geschäftsinhaberin Regina Stegemann war Kopp nach Eröffnung ihrer eigenen Werkstatt 1993 in Aurich weiter tätig. 1990 begann Kopp neben der Arbeit für Stegemann mit den Vorbereitungen seiner Meisterprüfung, die er 1995 ablegte.
Im Jahr 2000 übernahm Kopp den gesamten Betrieb in Aurich-Tannenhausen, ermöglichte Stegemann aber die weitere Nutzung der Werkstatt für ihre eigenen Orgelbau-Projekte und die zeitweise Mitarbeit in seinem Betrieb.

## Werkliste (Auswahl)
Die nachfolgende Werkliste erhebt nicht den Anspruch der Vollständigkeit.
| Jahr | Ort       | Gebäude                      | Bild | Manuale    | Register  | Anmerkungen |
| ---- | --------- | ---------------------------- | ---- | ---------- | --------- | --- |
| 1991 | Oldenburg | privat                       |      | I          | 1         | Reisepositiv. 8′ ab e2 offen, C–c4, a1= 415, 440 oder 466 Hz |
| 1995 | Bremen    | Kapelle                      |      | I/P Koppel | 9 (M6/P3) | Konzeptinstrument. Pedalgehäuse ohne Abbildung. Schleifenteilungen schaltbar für h/c1 oder c1/cis1 in beiden Transpositionslagen, a1 = 415 oder 440 Hz                 |
| 1996 | Lehrte    | Matthäus                     |      | I          | 3         | 8′, 4′, 2′ aus Holz a1 = 415, 440 oder 466 Hz |
| 2000 | Hagen     | St. Marien                   |      | I          | 4         | 8′, 4′, 2′ aus Holz, 11/3′ aus Metall a1 = 415, 440 oder 466 Hz |
| 2002 | Bramsche  | St. Martin                   |      | I          | 4         | 8′, 4′, 3′, 2′ aus Holz a1 = 415, 440 oder 466 Hz |
| 2003 | Osnabrück | St. Marien                   |      | I          | 4         | 8′, 4′, 3′, 2′ aus Holz a1 = 415, 440 oder 466 Hz |
| 2003 | Hamburg   | Hauptkirche Sankt Katharinen |      | I          | 4         | 8′, 4′, 3′, 2′ aus Holz a1 = 415, 440 oder 466 Hz |
| 2004 | Lörrach   | Stadtkirche                  |      | I          | 4         | 8′, 4′, 3′, 2′ aus Holz a’= 415, 440 oder 466 Hz |
| 2004 | Osnabrück | St. Johann                   |      | I          | 5         | 8′, 8′, 4′, 3′, 2′ aus Holz a1 = 415, 440 oder 466 Hz |
| 2005 | Neuenbrok | St. Nikolai                  |      | I/P        | 8 (6M-2P) | Technische Kernsanierung von Windladen, Mechanik, Windanlage, Klaviatur der Orgel von Johann Claussen Schmid (1863). Nachintonation des 1960 veränderten Pfeifenwerks. |
|      | Hamburg   | privat                       |      | I/P        | 7 (4M-3P) | Konzeptinstrument. Pedalorgel 16′, 8′, 4′ mit aufgesetzter Truhenorgel.                                                                                                |
| 2006 | Aurich    | Werkstatt                    |      | I          | 4         | 8′, 4′, 3′, 2′ aus Holz a1 = 415, 440 oder 466 Hz |
| 2008 | Bramsche  | Kapelle                      |      | I/P        | 6         | Prinzipal 8′ ab C offen aus Holz |
| 2008 | Hamm      | St. Agnes                    |      | I          | 4         | 8′, 4′, 3′, 2′ aus Holz a1 = 415, 440 oder 466 Hz |
| 2009 | Barver    | Kirche                       |      | I/P Koppel | 8 (7M-1P) | Prinzipal 8′ ab C offen aus Holz |
| 2010 | Osnabrück | Hochschule                   |      | I          | 4         | 8′, 4′, 3′, 2′ aus Holz a1 = 415, 440 oder 466 Hz |
| 2011 | Tübingen  | St. Johannes Evangelist      |      | I          | 5         | 8′, 8′, 4′, 4′, 2′ aus Holz a1 = 415, 440 oder 466 Hz |